# Engenharia física

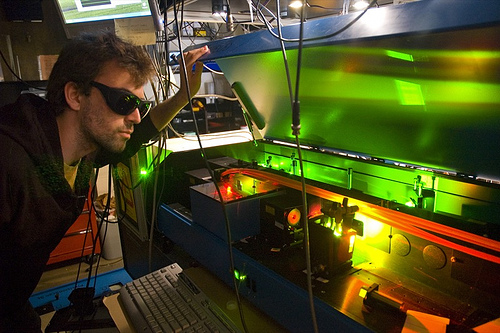
Análise de um laser por um engenheiro físico.

Engenharia física é um ramo da engenharia dedicado à aplicação da física ao melhoramento dos processos tecnológicos. Está orientada para gerar - através da investigação aplicada - o desenvolvimento de tecnologias alternativas para uso industrial, mediante a formulação teórica abstrata dos fenômenos físicos que envolvem um projeto. Baseando-se numa ciência natural, a engenharia física procura levar à prática todos os seus conceitos teóricos e experimentais.
O encurtamento do tempo que decorre entre uma nova descoberta e a sua aplicação no mercado torna necessária a existência de profissionais que combinem uma sólida compreensão de física (propriedades de materiais, óptica, lasers, eletrônica) com um bom conhecimento das tecnologias e das suas possibilidades.

## Áreas de aplicação e de especialização

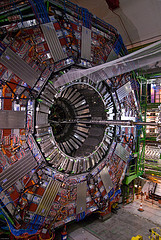
Projeto de engenharia física: detector de muóns do CERN.

| - Aceleradores de partículas - Acústica - Aerodinâmica - Agrofísica - Balística - Biofísica - Dinâmica de fluidos - Econofísica - Eletrónica analógica - Eletrónica digital - Ensaios não destrutivos - Engenharia nuclear | - Fibras ópticas - Física das comunicações - Física computacional - Física do solo - Física do estado sólido - Física espacial - Física dos lasers - Física médica - Física do plasma - Física e tecnologia dos semicondutores - Hidrodinâmica - Metrologia | - Microscopia atómica - Microfluidos - Nanotecnologia - Óptica - Óptica quântica - Optoeletrónica - Spintrónica - Tecnologia fotovoltaica - Tecnologia da regulação - Tecnologia dos superconductores |

## Formação
Os cursos superiores de engenharia física visam formar engenheiros multidisciplinares e por isso têm uma ênfase muito maior em disciplinas básicas (como a matemática e principalmente a física) do que outras engenharias. Diferente das engenharias tradicionais, o ideal da engenharia física é o de formação de profissionais cujo conhecimento não defase em curto intervalo de tempo, mas apenas se inove ao longo dos anos, já que o engenheiro físico possui a base necessária à compreensão de fenômenos distintos, a citar alguns: aeronáuticos, aeroespaciais, mecânicos, elétricos, nucleares, físico-químicos, petrolíferos. Nessa perspectiva que se encontram engenheiros físicos nos mais diversos campos. Fomenta esta justificativa a grade com disciplinas altamente abstratas, o que torna o engenheiro físico um profissional diferenciado e apto a um aprendizado constante.
Os currículos dos cursos são diversificados, abrangendo várias áreas do conhecimento relacionado as ciências físicas, como por exemplo a termodinâmica, a mecânica clássica, a mecânica quântica, a física do estado sólido, o eletromagnetismo e a acústica. Além disso, inclui algumas disciplinas tradicionais dos outros cursos de engenharia, tais como mecânica dos sólidos, energia nuclear, mecânica dos fluidos, desenho técnico, termoquímica, ciências dos materiais, eletroquímica, mecânica lagrangiana, nanotecnologia, ciências do ambiente, economia, estatística e gestão da qualidade. Num curso de engenharia física, há também um foco muito grande em física aplicada.

## Perfil profissional
Por conta de sua formação generalista, o engenheiro físico possui um perfil multidisciplinar, sendo apto a comandar projetos em que atuem profissionais de diversas engenharias e/ou ciências, cada qual podendo contribuir para a elaboração de um projeto de alta tecnologia.
Ademais, engenheiro físico detém capacidades para efetuar tanto investigação básica (acadêmica, laboratorial...),  como também desenvolvimento de tecnologia, diretamente ligado ao conhecimento científico de ponta produzido na atualidade.

## Saídas Profissionais
- Desempenho de funções técnicas de nível avançado, de laboratórios de controle de qualidade e normalização e em empresas que recorrem a tecnologias de ponta. Também tem sido verificada a entrada de engenheiros físicos na área acadêmica e contratação no exterior.
- Participação em iniciativas de criação de novas empresas de raiz tecnológica inovadora.
- Prosseguimento de estudos de terceiro ciclo (Doutoramento) em áreas como Física e as Engenharias ou em domínios interdisciplinares. 